# Toupouri (langue)
Pour les articles homonymes, voir Toupouri.
Le toupouri, tupuri ou tpuri (en toupuri : tupuro) est la langue des Toupouri, une langue adamaoua parlée au Cameroun par 130 000 locuteurs et au Tchad par 104 000 locuteurs, soit par 234 000 locuteurs au total.

## Écriture
La langue toupouri s'écrit avec l'alphabet latin.
| minuscules    | a | b | ɓ | c  | d | ɗ | e | ɛ | f | g | h | i | j  | k | l | m | mb | n | nd | ɲ | ŋg | o | ɔ | p | r | s | t | u | w | y | ʔ ou ʼ |
| prononciation | a | b | ɓ | tʃ | d | ɗ | e | ɛ | f | ɡ | h | i | dʒ | k | l | m | mb | n | nd | ɲ | ŋɡ | o | ɔ | p | r | s | t | u | w | j | ʔ      |

Les voyelles longues sont indiquées à l’aide du doublement de la lettre : ‹ aa, ee, ɛɛ, ii, oo, ɔɔ, uu ›.
La nasalisation de voyelles est représentée par le tilde sur la lettre : ‹ ã, ẽ, ĩ, õ, ũ ›.
Lorsque les tons sont indiqués, l’accent aigu est utilisé pour le ton haut, l’accent grave pour le ton mi-bas et le tréma pour le ton bas, par exemple ‹ ú, ù, ü › ; le ton mi-haut peut être indiqué à l’aide du macron, par exemple ‹ ū ›.

### Histoire
Alphabet pratique pour alphabétisation[Quand ?].

### Usages
Le calendrier toupouri
| Mois | Français  | Toupouri           |
| ---- | --------- | ------------------ |
| 1    | Janvier   | Féo Mbao           |
| 2    | Février   | Féo Ka'arang       |
| 3    | Mars      | Féo Meene          |
| 4    | Avril     | Féo Mburgui        |
| 5    | Mai       | Féo Topbe          |
| 6    | Juin      | Féo Baa            |
| 7    | Juillet   | Féo mbiri wai gara |
| 8    | Août      | Féo Jonfenso'rewa  |
| 9    | Septembre | Féo Wang           |
| 10   | Octobre   | Féo Ka'ague        |
| 11   | Novembre  | Féo Duugui         |
| 12   | Décembre  | Féo Ba'are         |

Les jours de la semaine
| Jour | Français | Toupouri    |
| ---- | -------- | ----------- |
| 1    | Lundi    | Wour Fare   |
| 2    | Mardi    | Wour Halge  |
| 3    | Mercredi | Wour Fuggi  |
| 4    | Jeudi    | Wour Sele   |
| 5    | Vendredi | Wour Durgi  |
| 6    | Samedi   | Wour Mbesge |
| 7    | Dimanche | Wour Iggi   |

## Sociolinguistique

### Situation au Tchad
Le toupouri, comme toutes les autres langues nationales du Tchad, ne bénéficie d'aucun statut officiel.
L'article 9 de la Constitution dit : « Les langues officielles sont le français et l'arabe. La loi fixe les conditions de promotion et de développement des langues nationales. »